# Cléry-sur-Somme
Cléry-sur-Somme (picardisch: Cléry-su-Sonme) ist eine nordfranzösische Gemeinde mit 515 Einwohnern (Stand 1. Januar 2022) im Département Somme in der Region Hauts-de-France. Die Gemeinde gehört zum Arrondissement Péronne und ist Teil der Communauté de communes de la Haute Somme.

## Geographie
Die von der Départementsstraße D938 durchschnittene Gemeinde liegt nordwestlich von Péronne überwiegend am nördlichen Ufer der Somme, während der Ortsteil Omiécourt-lès-Cléry auf dem gegenüberliegenden Ufer der Somme liegt. Im Westen reicht das Gemeindegebiet bis an die Autoroute A1. Die Teiche im Sommetal sind für ihre Aalbestände bekannt.

## Geschichte
Die im Verlauf der Schlacht an der Somme im September 1916 verwüstete Gemeinde wurde mit dem Croix de guerre 1914–1918 ausgezeichnet.

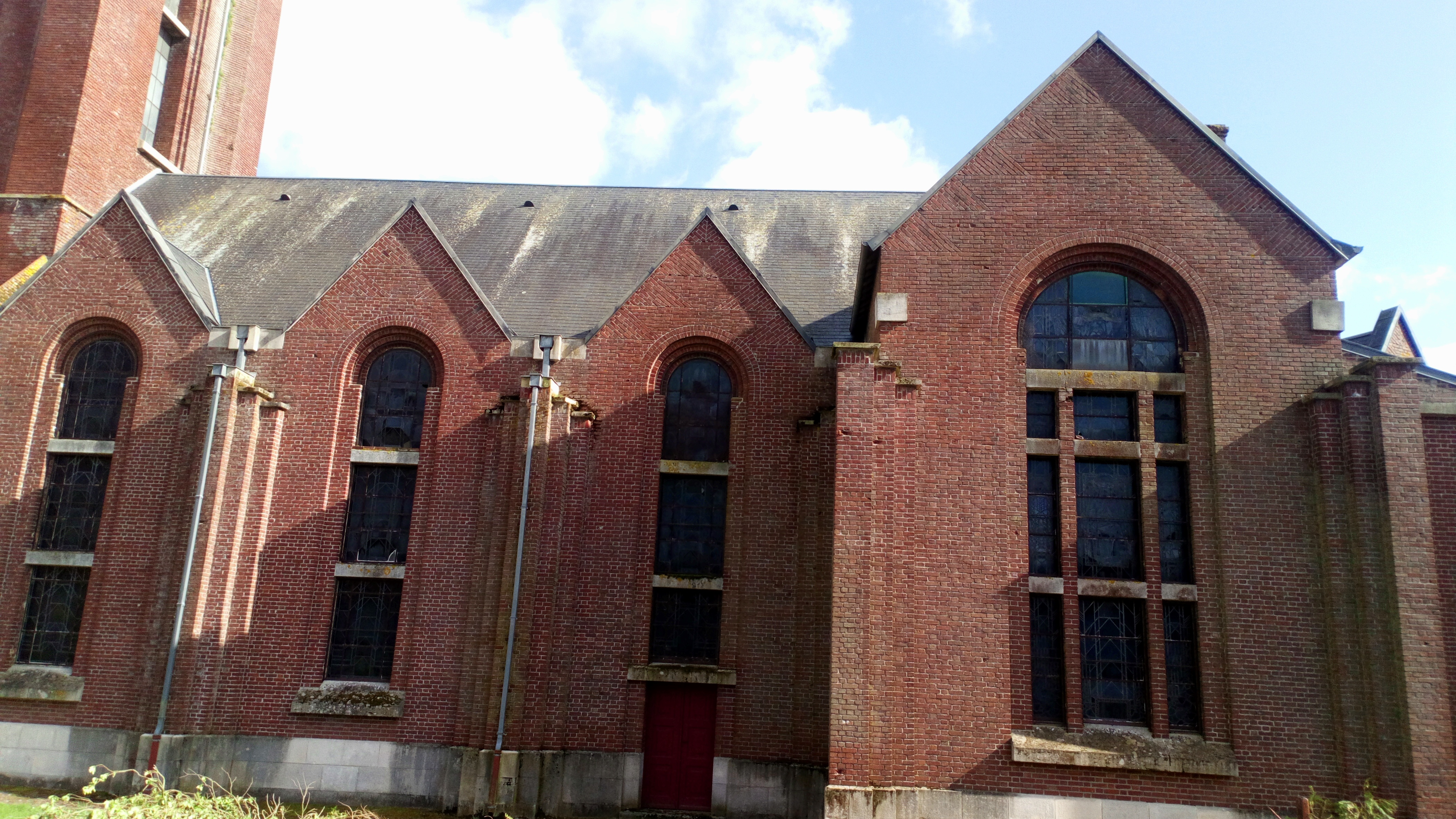
Kirche Saint-Martin

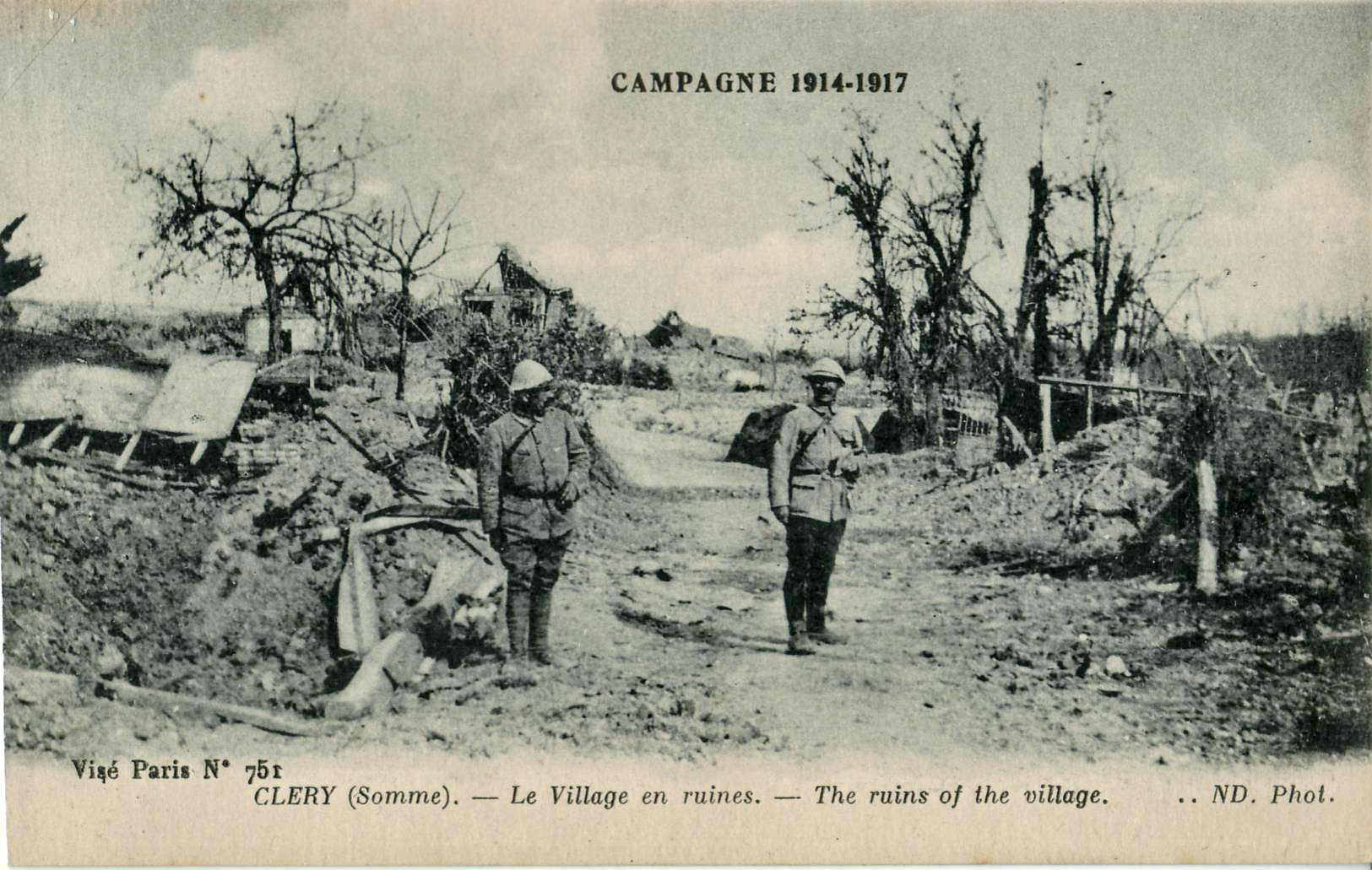
Zerstörungen in Cléry 1916

| 1962 | 1968 | 1975 | 1982 | 1990 | 1999 | 2006 | 2018 |
| ---- | ---- | ---- | ---- | ---- | ---- | ---- | ---- |
| 505  | 489  | 493  | 521  | 507  | 514  | 529  | 534  |